# Tavaux-et-Pontséricourt
Tavaux-et-Pontséricourt település Franciaországban, Aisne megyében. Lakosainak száma 549 fő (2022. január 1.). Tavaux-et-Pontséricourt Agnicourt-et-Séchelles, Bosmont-sur-Serre, Braye-en-Thiérache, Burelles, Montigny-le-Franc, Saint-Pierremont és Vigneux-Hocquet községekkel határos.

## Népesség
A település népessége az elmúlt években az alábbi módon változott:
| Lakosok száma | 766  | 666  | 622  | 544  | 591  | 579  | 569  | 552  | 552  | 549  |
|               | 1968 | 1982 | 1990 | 2006 | 2013 | 2015 | 2017 | 2019 | 2020 | 2022 |